# GQ Lupi
GQ Lupi, auch kurz „GQ Lup“ genannt, ist ein Stern im Sternbild Lupus, der von einem Planeten oder Braunen Zwerg begleitet wird.

## Der Stern
GQ Lupi ist etwa 400 Lichtjahre (ca. 140 pc) von der Erde entfernt und mit einem Alter von zwei Millionen Jahren noch sehr jung. Er hat etwa 70 Prozent der Sonnenmasse.
Der Namensteil „GQ“ folgt den Regeln zur Benennung veränderlicher Sterne und besagt, dass GQ Lupi der 199te veränderliche Stern ist, der im Sternbild „Lupus“ entdeckt wurde.

## Begleiter
GQ Lupi wurde am 31. März 2005 bekannt, als eine Arbeitsgruppe des Astrophysikalischen Instituts und der Universitäts-Sternwarte der Friedrich-Schiller-Universität Jena bekannt gab, einen Exoplaneten, der GQ Lupi umkreist, direkt mit dem NACO-Instrument des Very Large Telescope beobachtet zu haben. Das Ergebnis war allerdings mit großen Unsicherheiten behaftet und konnte bislang nicht bestätigt werden, so dass es nach wie vor nicht ausgeschlossen werden kann, dass es sich bei dem Begleiter von GQ Lupi (mit einer sehr groben Angabe von 1 bis 42 Jupitermassen) um einen Braunen Zwerg handelt. Sollte sich herausstellen, dass der Begleiter von GQ Lupi ein Brauner Zwerg ist, so wird dieser dann „GQ Lupi B“ genannt werden, wie es für Sterne üblich ist. Andernfalls wäre es die erste direkte Aufnahme eines Exoplaneten, der dann „GQ Lupi b“ genannt wird. Bislang wird allerdings das nur wenig später veröffentlichte Bild des Begleiters des Braunen Zwergs 2M1207 als erste direkte Aufnahme eines Exoplaneten gewertet.